# غوغ تبة (مقاطعة بيله سوار)
غوغ تبة (بالفارسية: گوگ‌تپه) هي قرية تقع في إيران في أردبيل. يقدر عدد سكانها بـ 1,678 نسمة .